# Тирхауптен
Тирхауптен (њем. Thierhaupten) град је у њемачкој савезној држави Баварска. Једно је од 46 општинских средишта округа Аугсбург. Према процјени из 2010. у граду је живјело 3.797 становника. Посједује регионалну шифру (AGS) 9772207.

## Географски и демографски подаци
Тирхауптен се налази у савезној држави Баварска у округу Аугсбург. Град се налази на надморској висини од 430 метара. Површина општине износи 39,1 km². У самом граду је, према процјени из 2010. године, живјело 3.797 становника. Просјечна густина становништва износи 97 становника/km².